# Oreoneta montigena
Oreoneta montigena är en spindelart som först beskrevs av Ludwig Carl Christian Koch 1872.  Oreoneta montigena ingår i släktet Oreoneta och familjen täckvävarspindlar. Inga underarter finns listade i Catalogue of Life.